# 施特爾-瓦瑟施特拉斯河
53°27′44″N 11°38′25″E / 53.462336°N 11.640144°E

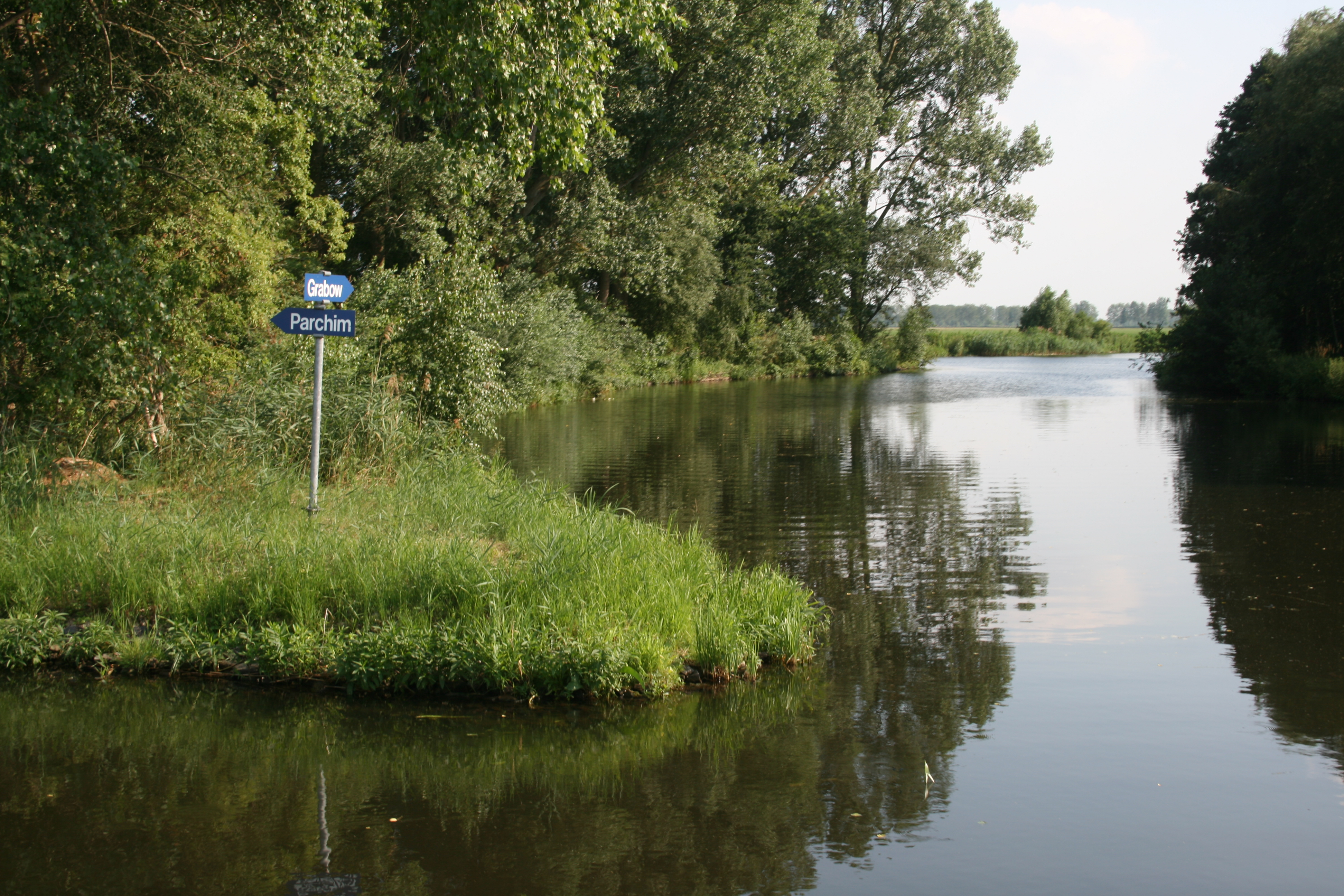
施特爾-瓦瑟施特拉斯河

施特爾-瓦瑟施特拉斯河（德語：Stör-Wasserstraße），是德國的河流，位於該國東北部，由梅克倫堡-前波美拉尼亞州負責管轄，屬於埃爾德河的支流，發源自什未林湖，河口處在諾伊施塔特-格萊沃附近。